# Centrale hydroélectrique de Ruzizi IV
Pour les articles homonymes, voir Centrale hydroélectrique de Ruzizi.
La centrale hydroélectrique de Ruzizi IV est une centrale hydroélectrique proposée, avec une capacité d'installation prévue de 287 mégawatts une fois terminée.

## Emplacement
La centrale électrique est située sur la rivière Ruzizi, à cheval sur la frontière commune entre le Rwanda et la République démocratique du Congo. Son emplacement est à environ 5 kilomètres, à vol d'oiseau, à l'ouest de la ville de Bugarama, dans le district de Rusizi, dans la province occidentale du Rwanda, à environ 267 kilomètres au sud-ouest de Kigali, la capitale de ce pays. Ruzizi IV se trouve à proximité de trois autres centrales hydroélectriques le long de la rivière Ruzizi, à savoir Ruzizi I, II et III.

## Aperçu
Cette centrale est la quatrième d'une cascade de centrales électriques sur la rivière Ruzizi, au profit des pays du Burundi, de la République démocratique du Congo et du Rwanda. Les centrales électriques comprennent Ruzizi I (29,8 mégawatts) et Ruzizi II (43,8 mégawatts), toutes deux situées au nord-ouest de Ruzizi III. La centrale hydroélectrique de Ruzizi III est une centrale hydroélectrique de 147 mégawatts en cours de développement depuis le début des années 2010. L'énergie produite par ces centrales est partagée à parts égales entre les trois pays voisins.

## Le financement
En janvier 2020, la Banque africaine de développement a approuvé une subvention de 8 millions de dollars pour la préparation de ce projet. Cela fait suite à une autre subvention de 980000 $ US approuvée fin 2018 par le Mécanisme de préparation de projets d'infrastructure du Partenariat pour le développement de l'Afrique (NEPAD-IPPF), dans le même but,.